# Lecteria metatarsalba
Lecteria metatarsalba là một loài ruồi trong họ Limoniidae. Chúng phân bố ở vùng nhiệt đới châu Phi.